# Dalkey Archive Press
Dalkey Archive Press är ett amerikanskt förlag baserat i Champaign i Illinois. Förlaget har även kontor i London och Dublin. Dalkey Archive Press grundades 1984 av John F. Byrne och John O'Brien i syfte att publicera nyutgåvor av god litteratur som inte längre fanns i tryck. Bland de böcker som givits ut av förlaget finns engelska översättningar av verk av Gustave Flaubert, Max Frisch, Louis-Ferdinand Céline och Nikanor Teratologen.